# Friedenskirche (Dachau)

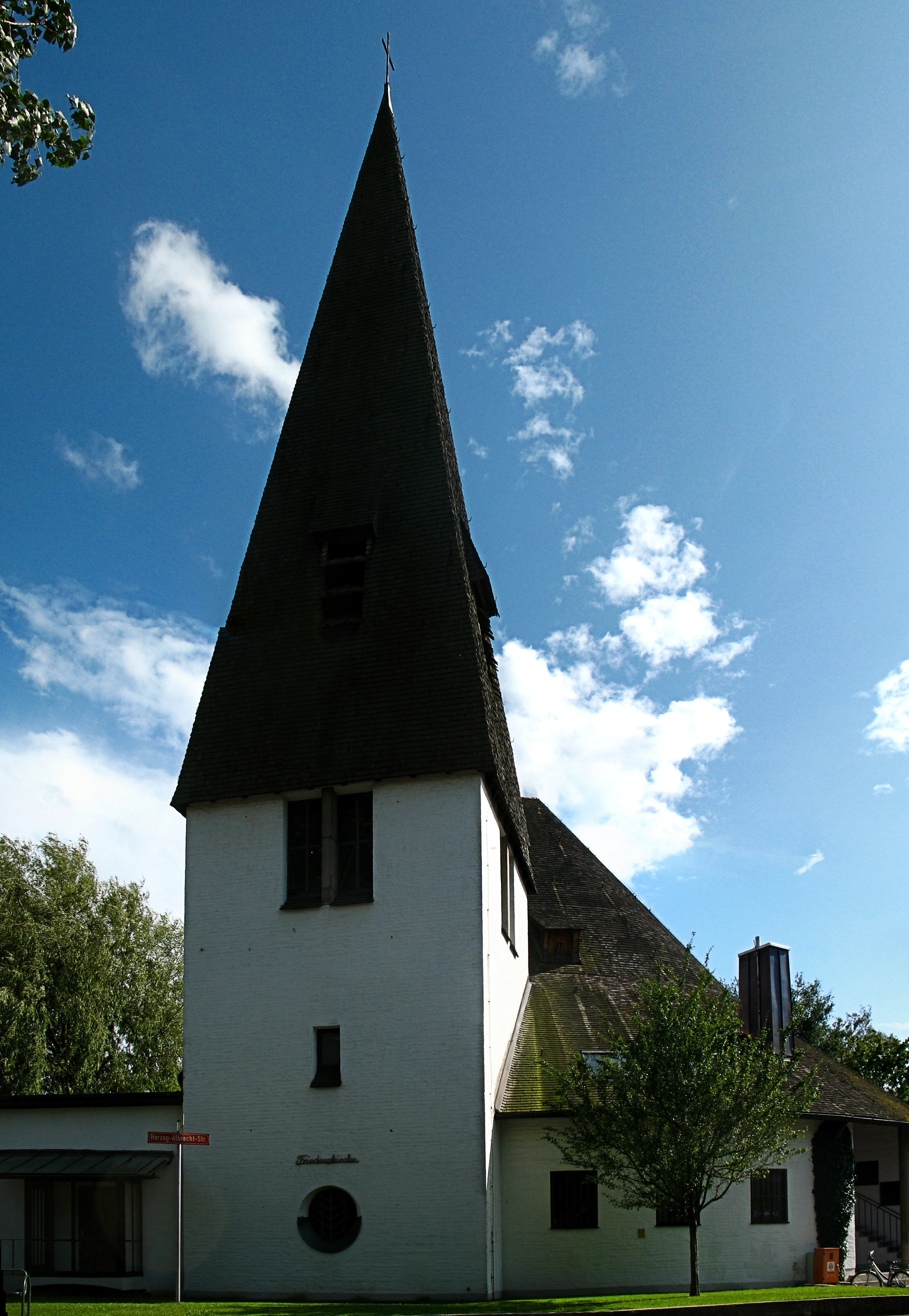
Friedenskirche

Die Friedenskirche in Dachau ist die älteste evangelisch-lutherische Kirche in dieser Region.

## Gemeinde
Die Friedenskirchengemeinde umfasst den westlichen Teil der Stadt und den südwestlichen Teil des Landkreises Dachau mit dem Gebiet der politischen Gemeinden Bergkirchen, Erdweg, Odelzhausen, Pfaffenhofen an der Glonn, Schwabhausen und Sulzemoos.
Partner der Gemeinde sind Brasilien und Tansania. Mit diesen Staaten führt die Gemeinde Hilfsprojekte durch. Teilweise gestaltet eine besondere Arbeitsgruppe die Gottesdienste mit. Derzeit hat die Friedenskirchengemeinde rund 7.100 Mitglieder.

## Geschichte
1899 wurde in Dachau eine Filialgemeinde für die wenigen evangelischen Christen im Umkreis als Tochterkirchengemeinde der Christuskirche in München-Neuhausen gegründet. 1927 wurde eine Hilfsgeistlichen-Stelle eingerichtet. 1941 wurde die evangelisch-lutherische Gemeinde Dachau selbstständig; der erste Pfarrer hieß Endres. 1947 kamen Pfarrer Albrecht Köbelin und seine Frau nach Dachau und prägten 29 Jahre lang die Gemeinde der Friedenskirche Dachau. 1952–1953 wurde die Friedenskirche an der Herzog-Albrecht-Straße mit dem Pfarramt (Uhdestraße 2) errichtet, etwa sieben Jahre später wurde das Gemeindehaus eröffnet. 1964 wurde durch den großen Zuwachs an evangelischen Christen aufgrund des Zweiten Weltkriegs die Gnadenkirche in Dachau-Ost gebaut. 1984 wurde das evangelische Gemeindezentrum in Schwabhausen eröffnet und 1995 der Gemeindestützpunkt „Friedensinsel“ in Odelzhausen.

## Architektur
Die Kirche wurde nach Plänen des Architekten Gustav Gsaenger erbaut; die Baukosten betrugen 300.000 DM. Die Friedenskirche gilt bis heute als einer der schönsten Kirchenbauten Dachaus aus der Nachkriegszeit. Mit Bezug auf den Zweiten Weltkrieg sollte der Name die Hoffnung auf göttlichen Frieden für Flüchtlinge aus dem Osten wecken, der in Jesus Christus Wirklichkeit wurde. Das weit vorgezogene Dach soll die Kommenden schützen wie ein Nest den Vogel. Die Rundform war damals typisch für Kirchen. Weil der Untergrund sehr moorig ist, ist die Kirche auf einen Pfahlrost aus Beton gestellt; das Dach ist mit Holzschindeln gedeckt.
Der Turm ist insgesamt 31 Meter hoch; davon misst allein der Pyramidenhelm mit eingearbeiteten Schallöffnungen 20 Meter. Im Erdgeschoss befindet sich die Sakristei.
Im Turm hängen drei Glocken, die 1951 gegossen wurden:
| Nr. | Schlagton | Inschrift                               |
| --- | --------- | --------------------------------------- |
| 1   | g′        | O Land, Land, Land, höre des Herrn Wort |
| 2   | b′        | Haltet an am Gebet                      |
| 3   | c″        | Ich will den Herren loben allezeit      |

## Inneneinrichtung
Der Innenraum der Kirche wird beherrscht von einer großen Kreuzigungsgruppe an der Altarwand.
- Jesus am Kreuz: Die im Vergleich zu den beiden unter dem Kreuz Stehenden übergroße Figur. Er streckt seine Arme über Figuren unter dem Kreuz hinaus, was bedeuten soll, dass er die ganze Gemeinde einschließt.
- Maria: Sie kann das Leiden ihres Sohnes nicht ansehen, doch sie zeigt mit einer Hand auf Jesus, um zu sagen „Er ist unser Friede“.
- Johannes: Der „Lieblingsjünger“ Jesu schwankt mit seinen Blick zwischen Staunen und Trotz, zwischen Glauben und Zweifel.

Der Siebenarmige Leuchter steht für das Alte Testament und soll zeigen, dass das Christentum aus jüdischen Wurzeln entstand.
Die Kanzel ist neben Taufstein und Altar wichtiger Bestandteil einer evangelischen Kirche; der Schalldeckel ist an der Decke aufgehängt.
Die Orgel mit 18 Registern wurde 1998 von der Orgelbauwerkstatt Frenger & Eder gebaut. Sie kostete mit 300.000 DM – so viel wie 45 Jahre zuvor die ganze Kirche. Ihre Vorgängerin aus dem Jahr 1953 mit zwei Manualen und 21 Registern war von der Orgelbauwerkstatt Rieger in Schwarzach (Vorarlberg) erbaut worden.